# Chilothorax baghlanicus
Chilothorax baghlanicus är en skalbaggsart som beskrevs av Frolov 1997. Chilothorax baghlanicus ingår i släktet Chilothorax och familjen Aphodiidae. Inga underarter finns listade i Catalogue of Life.